# Conflans (Savoie)
Pour les articles homonymes, voir Conflans.
Conflans (parfois Conflens) est une ancienne cité médiévale, de la Tarentaise, qui fait désormais partie de la commune d'Albertville, dans le département de la Savoie en région Auvergne-Rhône-Alpes.
Ce bourg fortifié médiéval protégeait l'entrée de la vallée de la Tarentaise. Il fut le siège administratif de la province de la Haute-Savoie (XIXe siècle). La cité fusionne le 19 décembre 1835, avec le bourg de L'Hôpital-sous-Conflans, situé en contrebas, dans la plaine, afin de former la ville nouvelle d'Albertville.

## Géographie

### Situation
Conflans est un ancien bourg fortifié, situé sur un promontoire rocheux, dominant la confluence des rivières de l'Arly et de l'Isère.

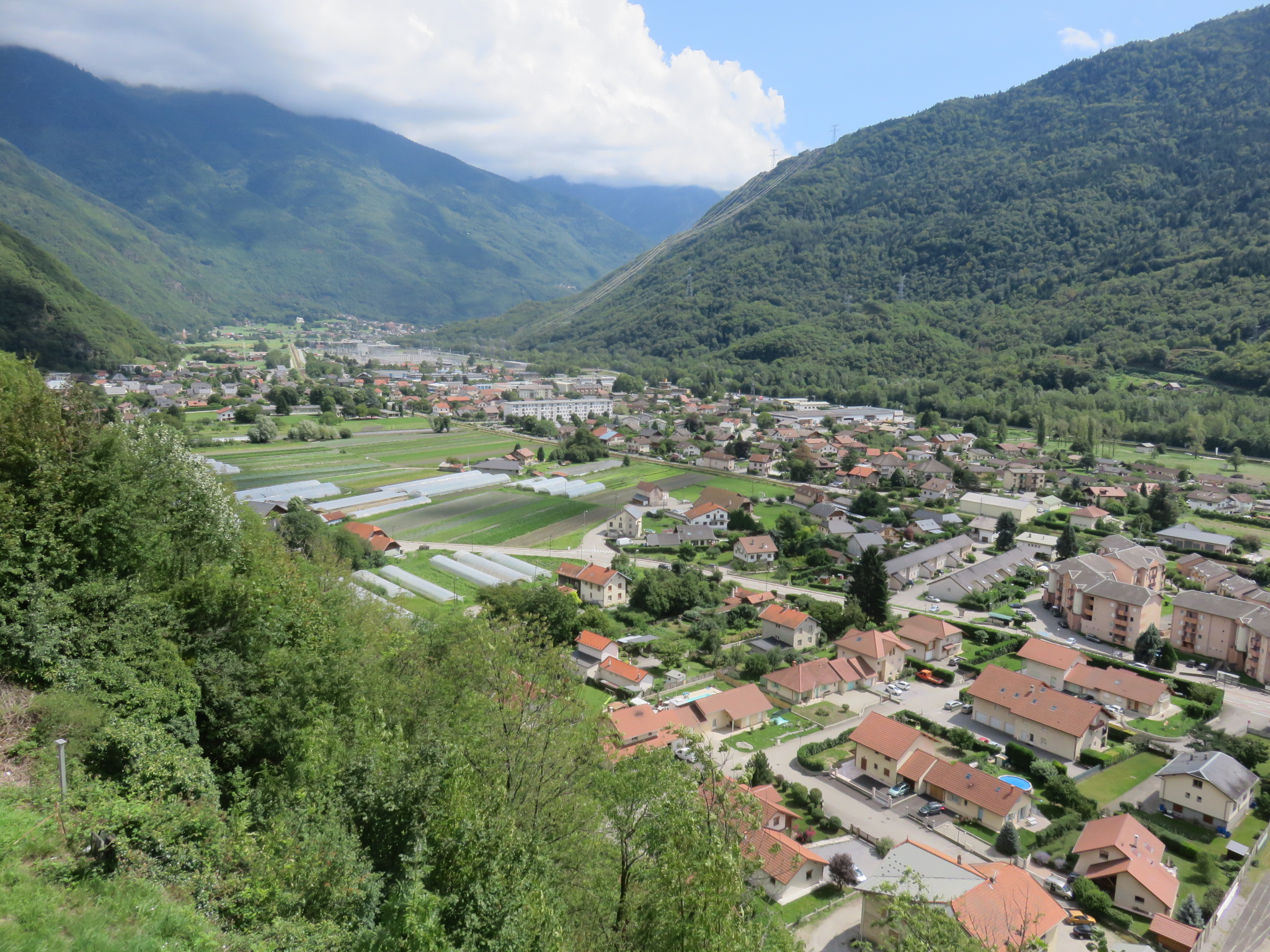
Vue sur la vallée de la Tarentaise
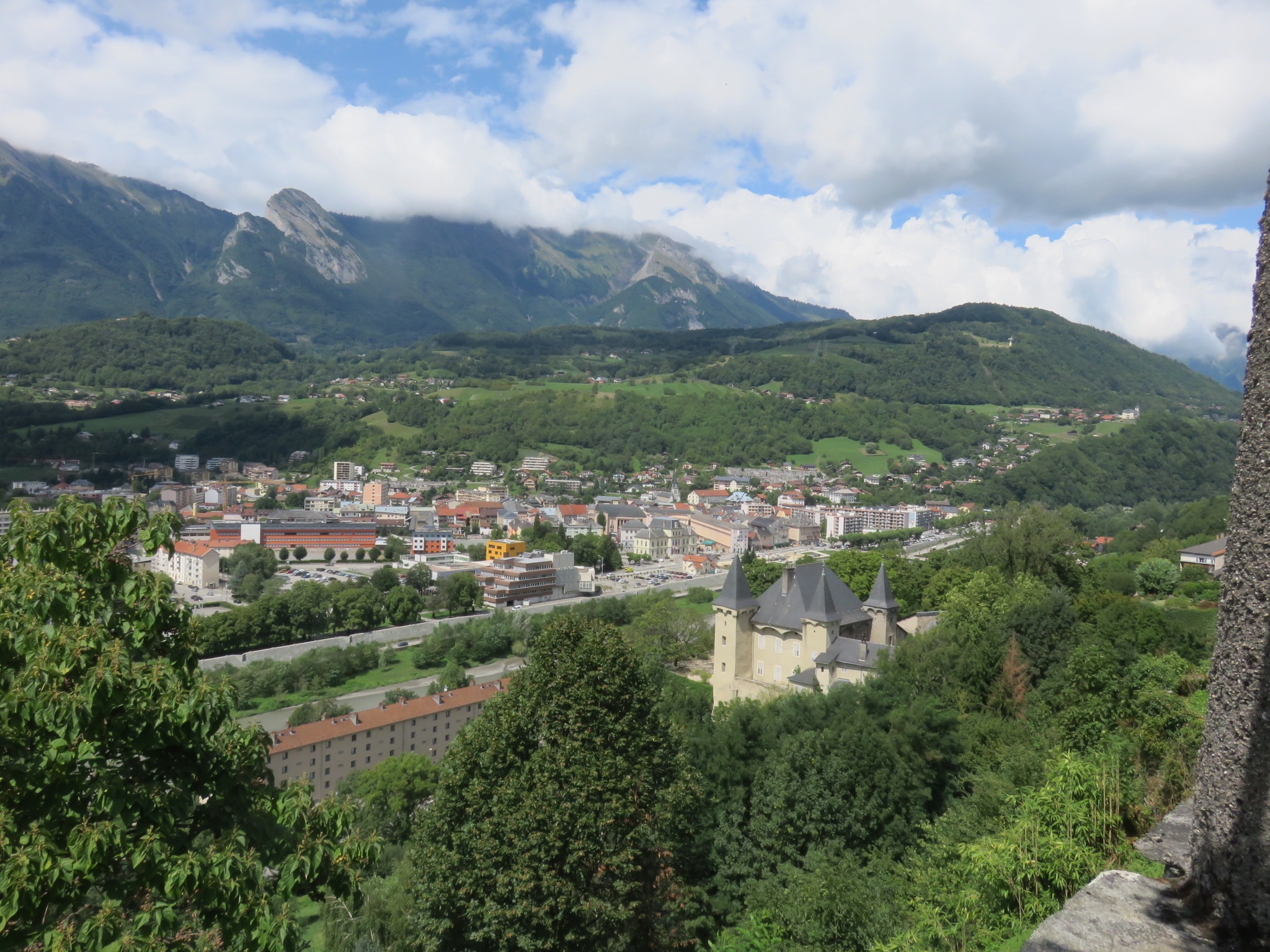
Vue sur Albertville

L'implantation de cette cité relève du contrôle du carrefour stratégique géographique, économique et militaire, entre les différentes régions naturelles et historiques que sont la vallée de la Tarentaise, le,val d'Arly, le Beaufortain et la combe de Savoie. Elle permettait également de surveiller la route du sel des salines royales de Moutiers, avec son importante voie romaine Alpis Graia qui relie Lyon (Lugdunum, capitale de la Gaule romaine) à Rome (Rome antique, capitale de l'Empire romain et des États pontificaux), en passant notamment par Vienne, le col du Petit-Saint-Bernard, la vallée d'Aoste, Milan.
La cité fortifiée n'est accessible que par deux routes.

### Accès
La cité fortifiée n'est accessible que par deux routes venant d’Albertville.
En 2015, la Co.RAL met en place, les jeudis (jour de marché dans le centre-ville), une ligne de bus reliant le centre-ville d’Albertville à la cité médiévale. Peu fréquentée, le service est supprimé à l’été suivant.

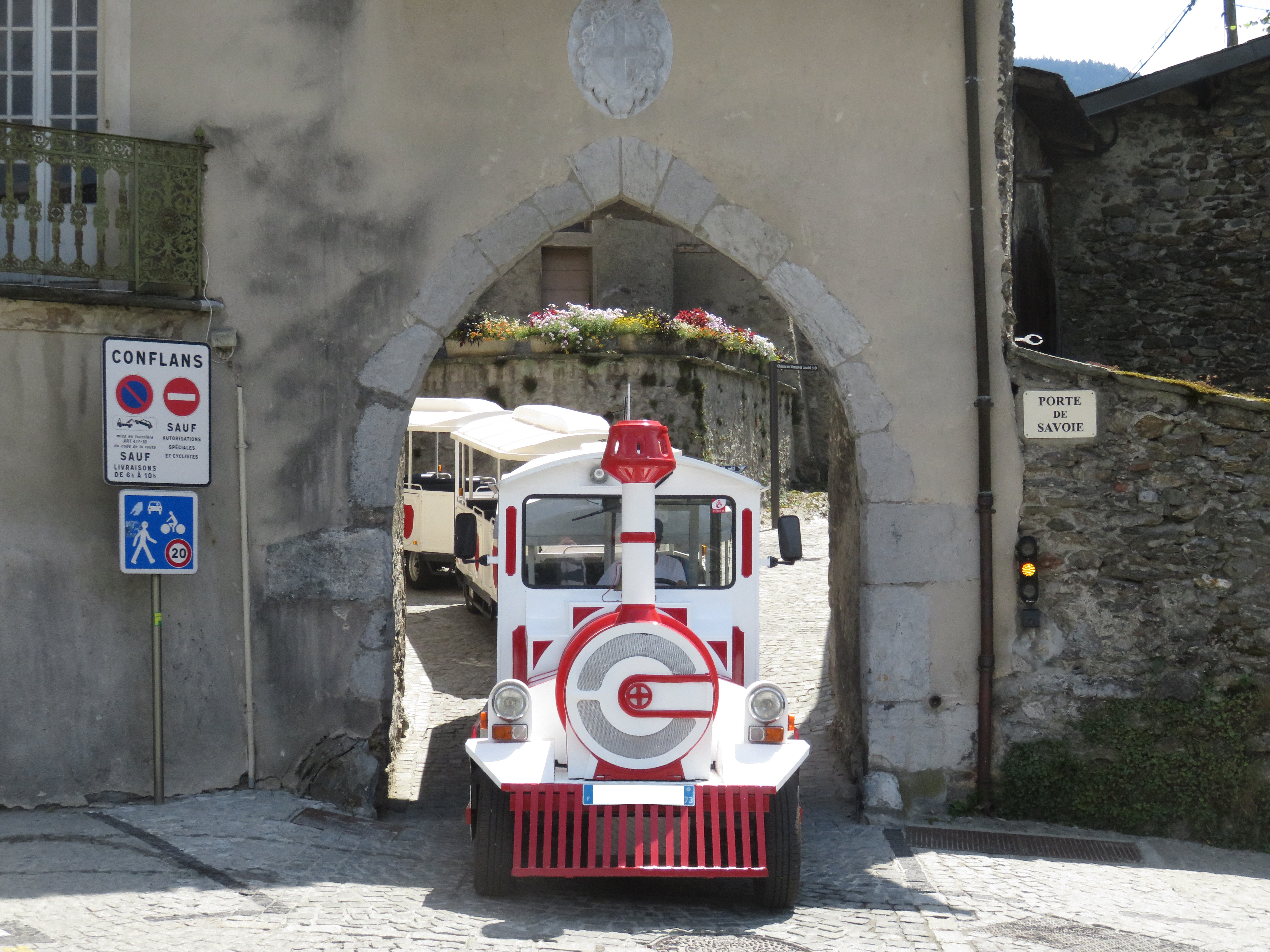
Le petit train touristique passant sous la Porte de Savoie en juillet 2018.

À l’été 2018, un petit train touristique est testé pendant trois mois sur un circuit qui relie l’hôtel de ville d’Albertville, le camping municipal, Conflans et la gare ferroviaire. Mis en service fin juin, il est finalement arrêté début août en raison d’une fréquentation insuffisante

## Toponyme
Conflans est un toponyme mentionné pour la première fois dans une charte de 1015 (donation à la reine Ermengarde), sous la forme Conflenz,. On trouve ensuite, au cours du siècle suivant, les formes Confluenti (1139) ou encore Conflens (1189),. Au XIIIe siècle, l'église est mentionnée sous la forme Ecclesia de Confleto (1267, 1286),. Par la suite, le toponyme prend les formes de Cofflens (1391) ou encore Conflentz (1638),.
Le toponyme trouve son origine dans le nom latin confluens, confluentes et désigne un confluent,,.

## Histoire

### Période médiévale
L'année 1014 correspond à la première mention du lieu avec la donation de l'église Sainte-Marie par le roi de Bourgogne Rodolphe III à sa femme Ermengarde,.

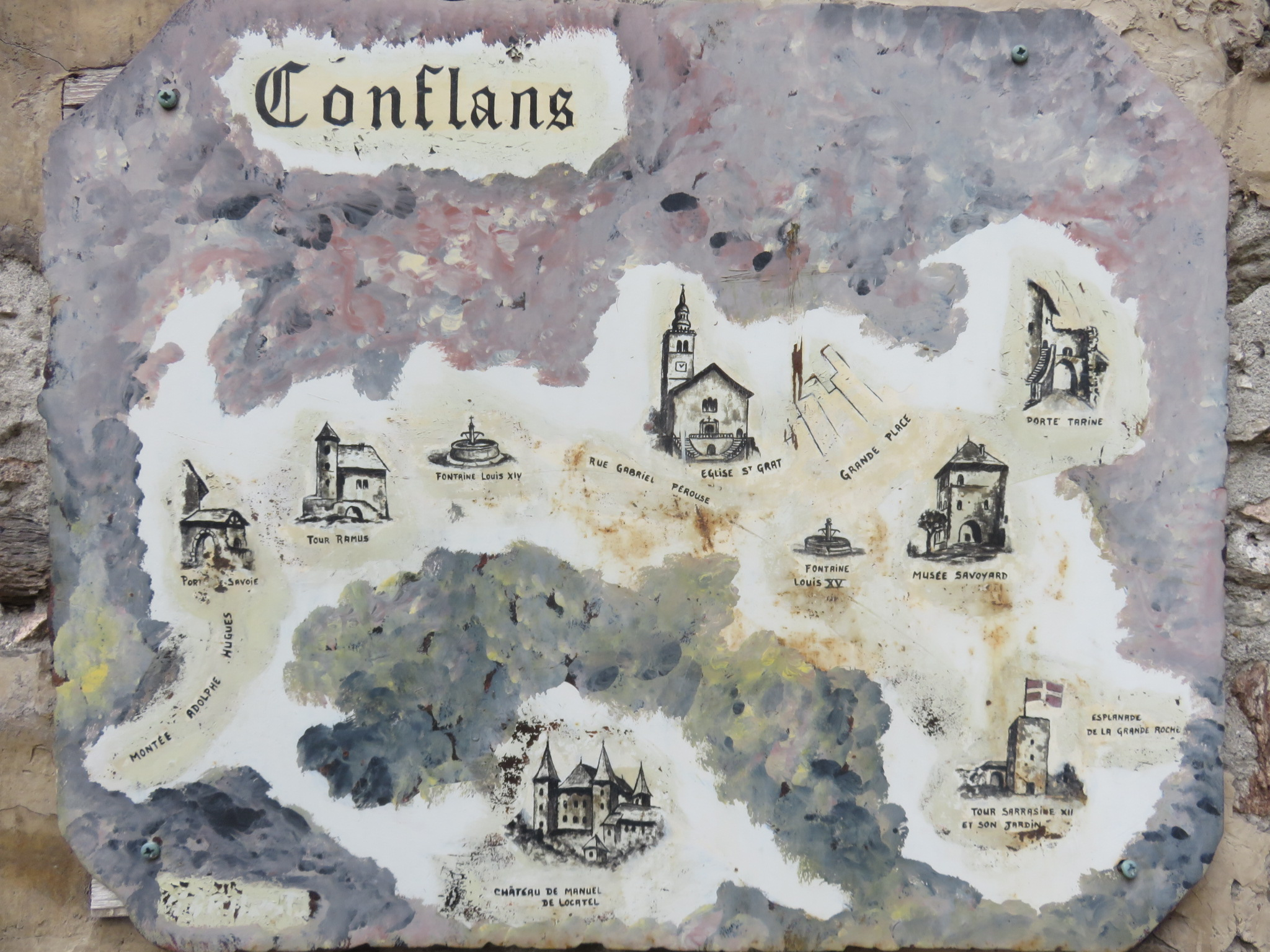
Plan touristique
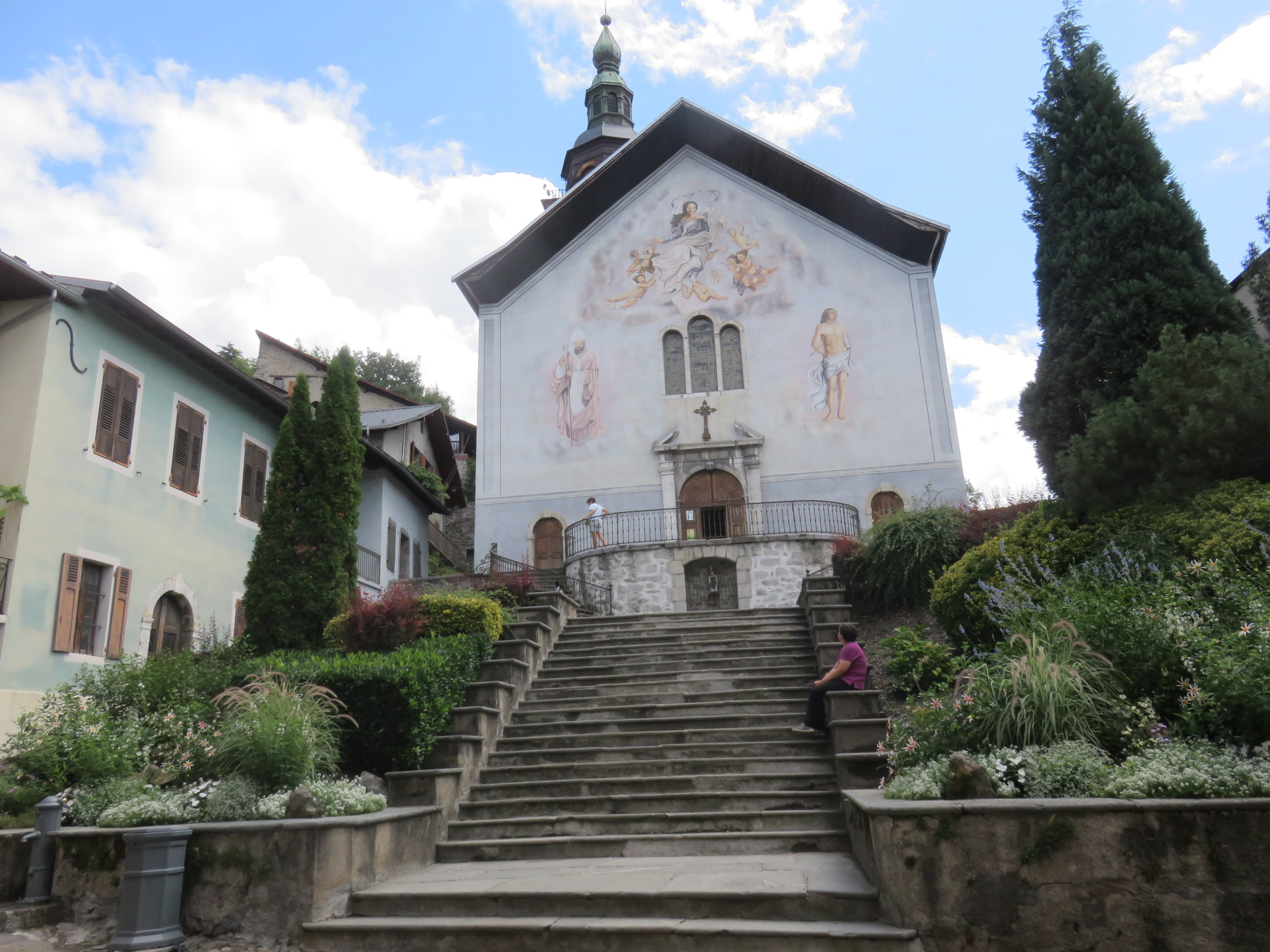
Église Saint-Grat de Conflans
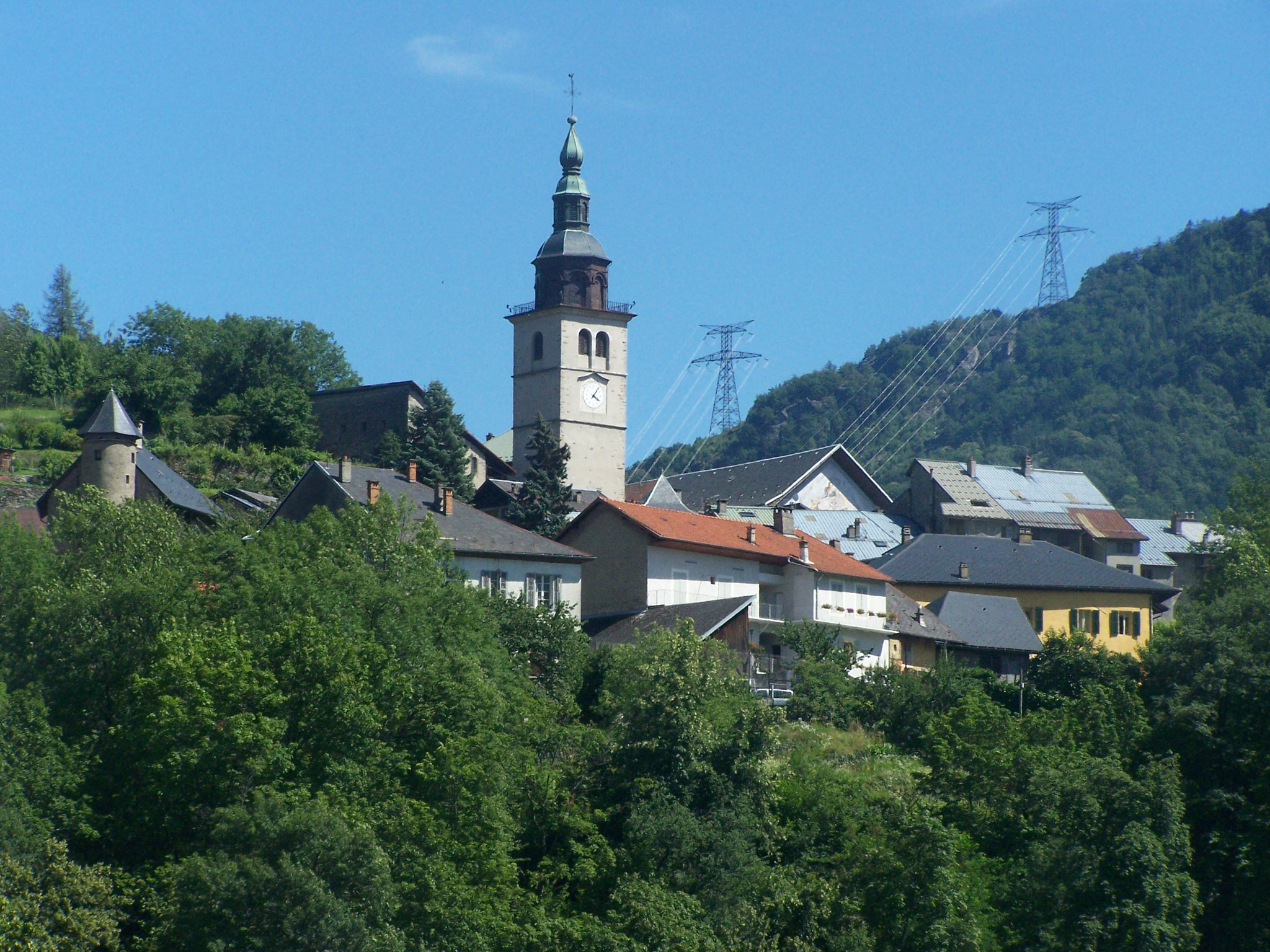
Conflans vu depuis Albertville, et église Saint-Grat.
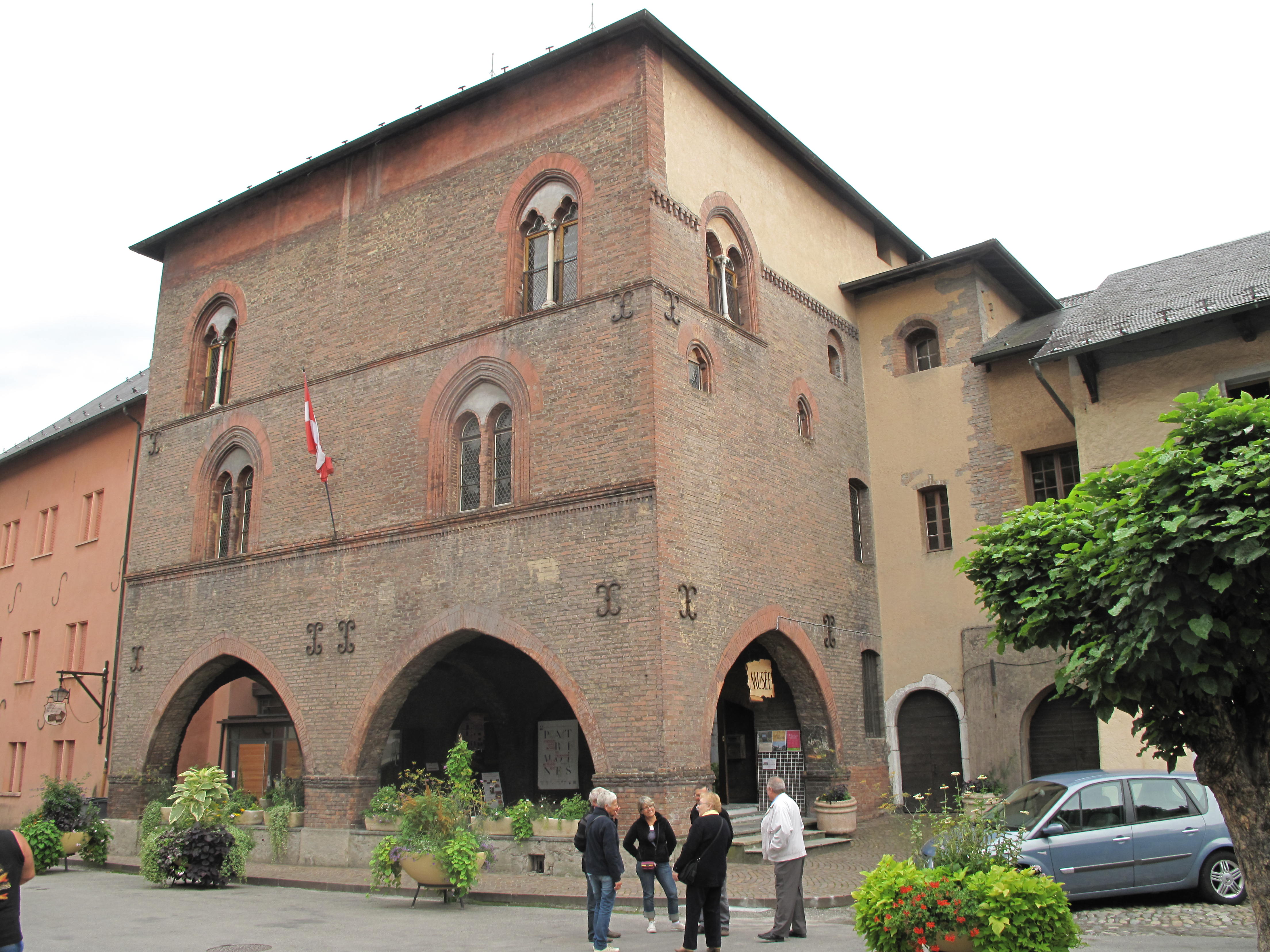
Maison Rouge et musée d'art et d'histoire de Conflans

Installée « sur un rocher escarpé au confluent de l'Isère et de l'Arly, […] accessible que de deux côtés », elle a un rôle stratégique, installée aux carrefour des routes provenant de la combe de Savoie, au débouché de la Tarentaise, du Beaufortain et la route menant à Annecy. Au XIIe siècle, la forteresse est protégée par un castrum, dit le Châtel, et une maison-forte (domus) intégrée à l'enceinte et située près de la porte. Les archevêques-comte de Tarentaise possèdent l'église et une partie du castrum. Toutefois, les comtes de Savoie cherchent à prendre possession de la cité. Il possède notamment les dîmes ainsi que que la possession de certaines paroisses voisines qu'il vend à l'archevêque en 1139. En 1254, le comte de Savoie  confirme la possession de la métralie aux seigneurs dits de la Cour, une branche cadette de la famille de Conflans (Conflens). Roubert (1961) indique que le comte Thomas Ier profite d'une dispute entre les frères Humbert et Jacques de Conflens à propos de la juridiction de la cité pour intervenir en régler le conflit en donnant à Humbert de Conflens/Conflans la métralie de Conflans et à Jacques le castrum.
Le castrum « reste ou devient » la propriété de la famille de Conflans (Conflens). La domu ou maison-forte passe mains d'une branche de la famille d'Avalon, les Romestaing. Ces derniers entrent dans la mouvance savoyarde vers la fin du XIIIe siècle.
La maison forte de La Cour (de Curia), mentionnée dès la fin du XIIe siècle, appartient aux Conflans (Conflens), de même qu'un troisième château, dit Châtel-sous-Conflans, situé sur la rive gauche de l'Arly, avec une tour dite de la Pierre-Nasine. Les deux autres châteaux de la cité sont plus tardifs, ainsi le château rouge date du XIVe siècle et le château de Costaroche de la fin du XVIe siècle. Ce dernier est un manoir construit par le comte de Manuel de Locatel.
En 1289, le castrum est inféodé par les archevêques à une branche de la famille de Duin,. Toutefois, Raymond de Duin épouse l'héritière de la branche aînée des Conflans en 1230. Leurs descendants portent désormais le patronyme de Conflans jusqu’au milieu du XIVe siècle.
Possédant depuis le milieu du XIIIe siècle Conflans et ayant acquis au début du XIVe siècle la métralie, le comte unit les châtellenies de Conflans et de l'Hôpital en une dite de Conflans.

### Période moderne
En 1600, le château fort de Conflans est conquis par les troupes françaises, lors siège du château de Conflans (1600) de la guerre franco-savoyarde (1600-1601).
Le 6 mars 1621, le duc Charles-Emmanuel de Savoie érige Conflans en marquisat en faveur de Gérard de Watteville, dit de Joux, issu d'une ancienne famille suisse, pour le dédommager de la perte du marquisat de Versoix, au pays de Gex. Le dernier membre de la famille s'éteint en 1752, Conflans revient à la maison de Savoie. Les marquis succédant à Gérard de Watteville sont Philippe-François de Bussolin, Jean-Charles de Watteville, chevalier de la Toison d'Or, Charles-Emmanuel de Watteville, général de la cavalerie espagnole et chevalier de la Toison d'Or, Maximilien-Emmanuel de Watteville. Ce dernier, 5e marquis de Conflans vend le marquisat le 4 février 1745, au marquis Louis-François de Chambray (1737-1807), issu d'une ancienne famille de Normandie[réf. à confirmer].
En 1771, l'archevêque de Tarentaise, Claude-Humbert de Rolland reçoit du roi Charles-Emmanuel III de Sardaigne, le titre de titre honorifique de Prince de Conflans et de Saint-Sigismond.

### Période contemporaine

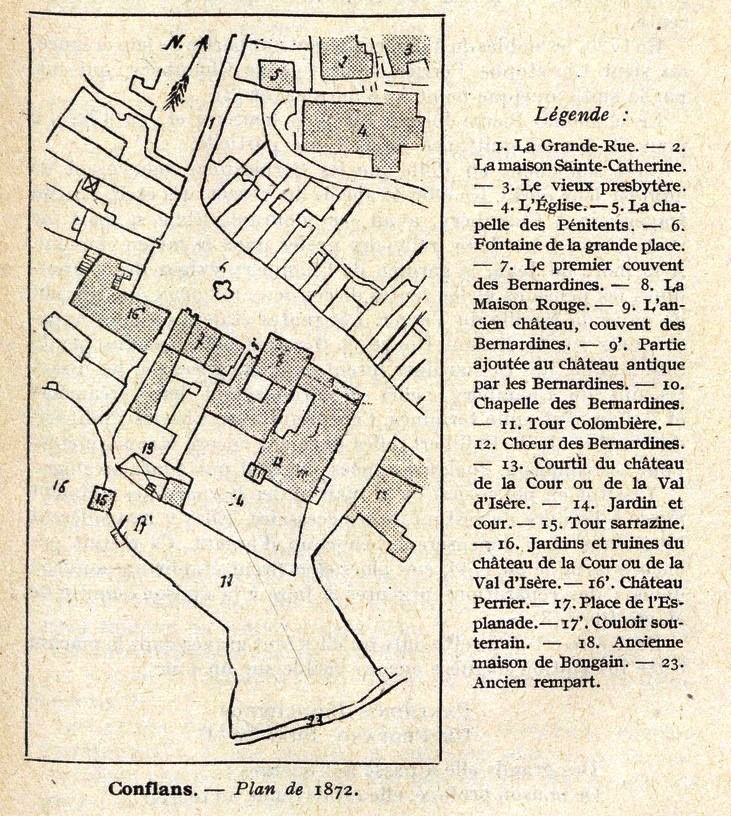
Plan de Conflans en 1872, extraite d'un ouvrage de J. Garin

À la Révolution française, la ville de Conflans est à nouveau annexée, comme le reste de la Savoie. Elle est rebaptisée du nom de Roc-Libre, alors que L'Hôpital est dénommé Bourg-de-Santé.
Le 19 décembre 1835, le duc Charles-Albert de Savoie réunit les bourgs de Conflans et de L'Hôpital-sous-Conflans, pour former la commune d'Albertville, à laquelle on donna son nom,.

## Démographie
Les habitants sont appelés les Conflarains.
| 1561 | 1773  | 1783 | 1828  |
| ---- | ----- | ---- | ----- |
| 873  | 1 306 | 772  | 1 574 |

## Patrimoine
Le village compte un certain nombre de monuments dont certains sont classés ou inscrits au titre des monuments historiques. Albertville est d'ailleurs labellisée Ville d'Art et d'Histoire.

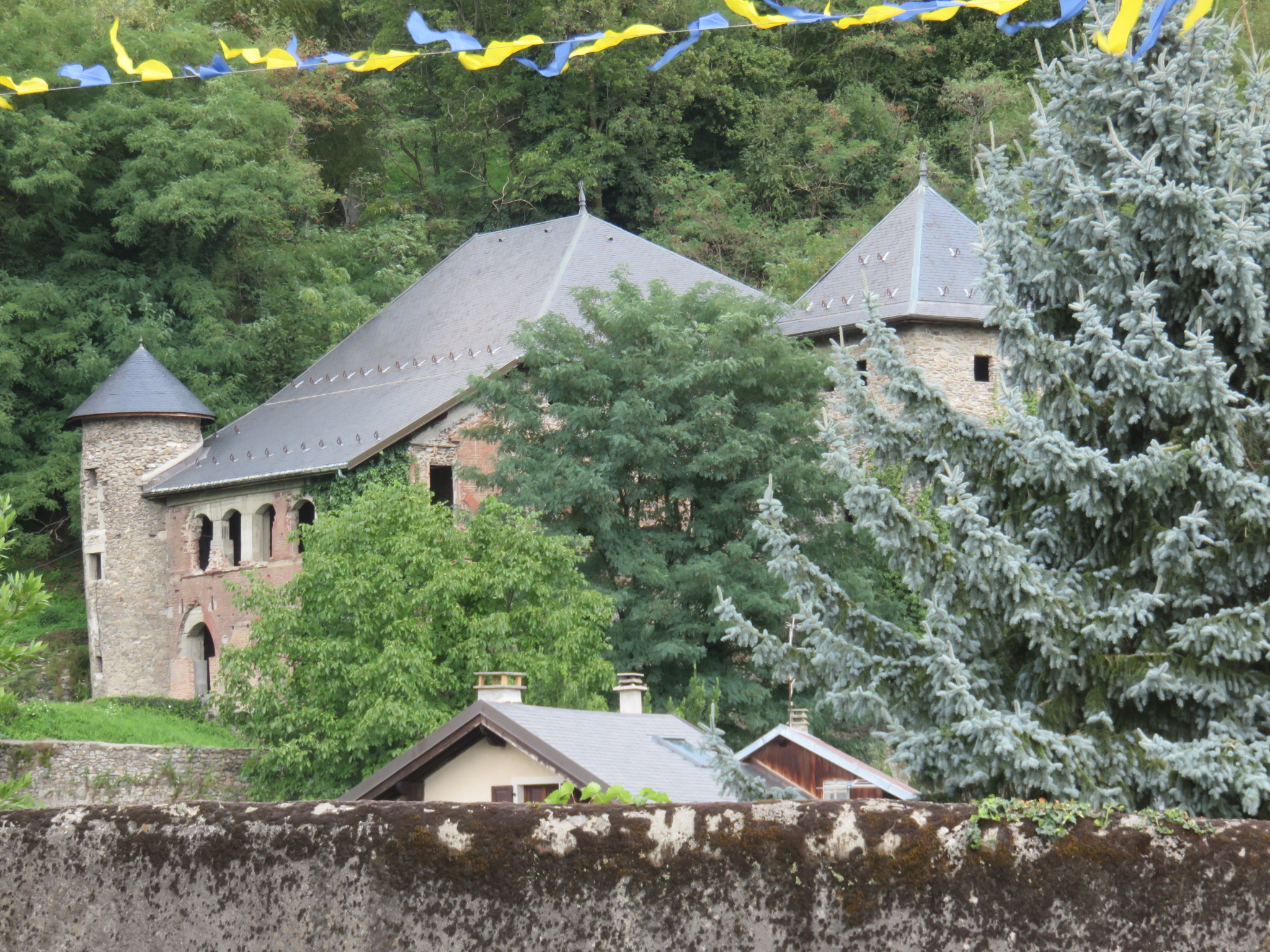
Château Rouge.
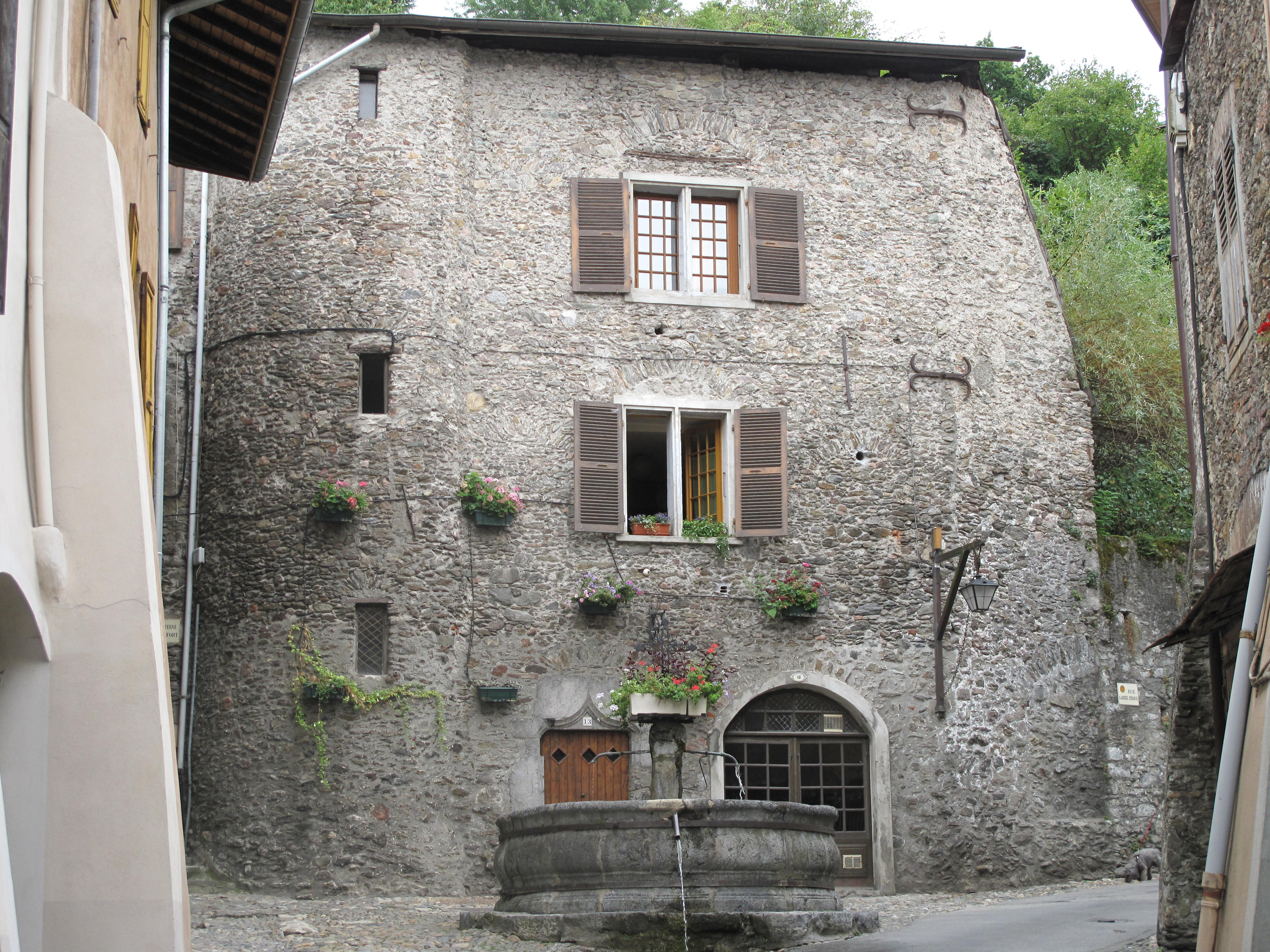
Fontaine Anselme (1711).
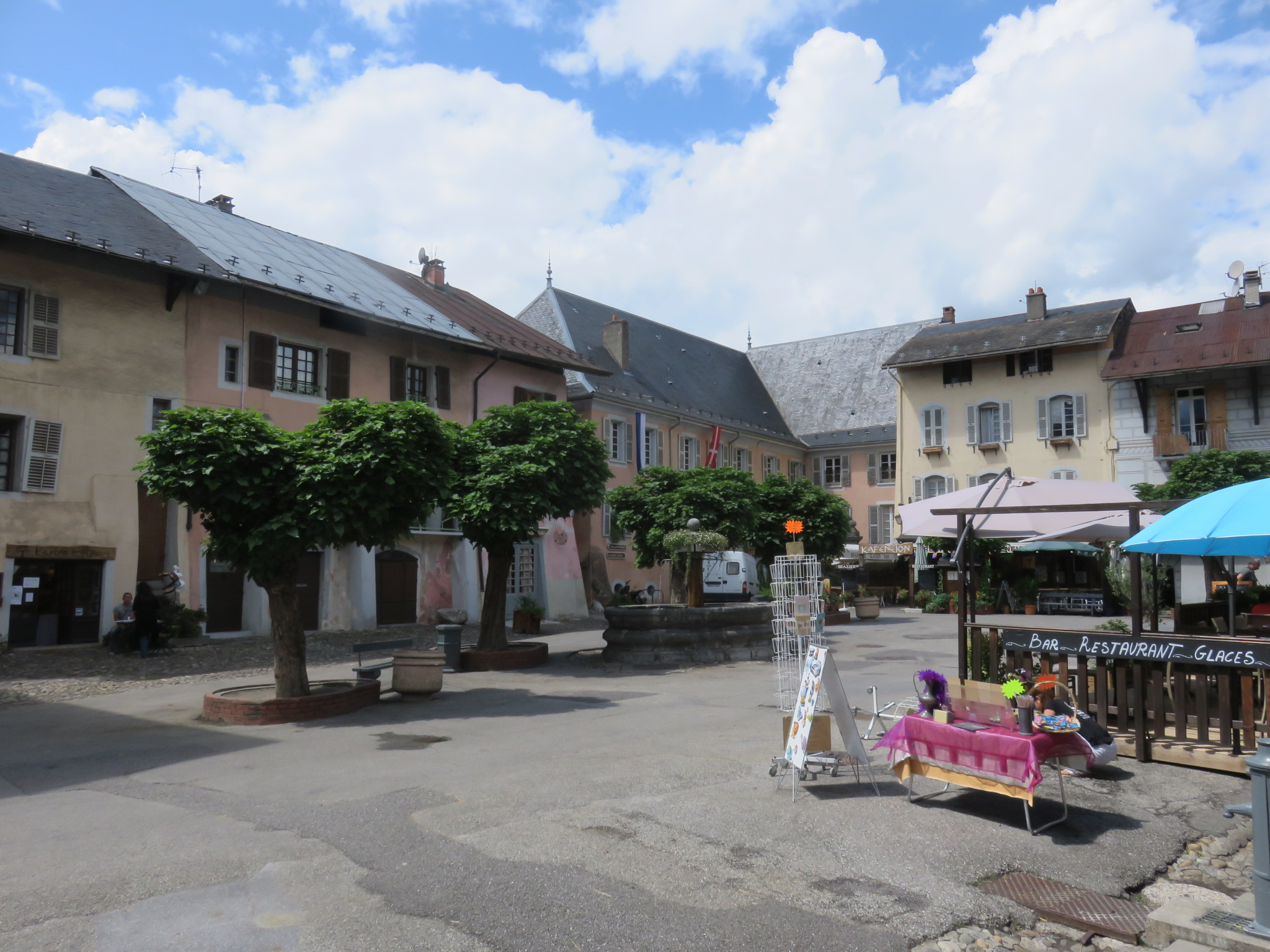
Grande-place (avant travaux).
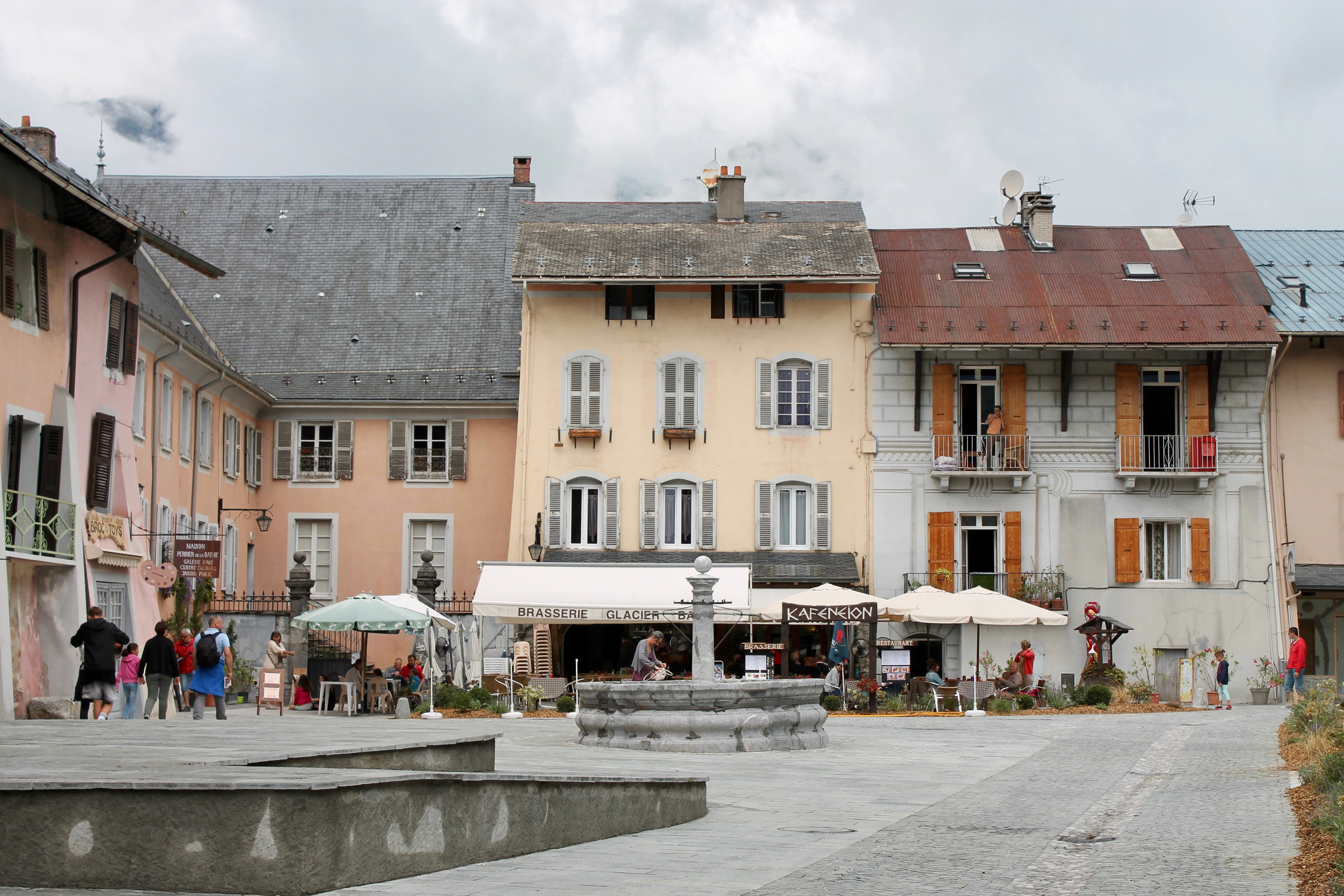
Grande-Place (après travaux, en 2017).

Le patrimoine est constitué notamment :
- le château fort de Conflans (mentionné dès le XIe siècle), dit le Châtel ou ancien château, comtal ou médiéval, ou encore Châtel-sur-Conflans, installé sur une élévation, au nord de la ville, à 300 mètres au-dessus de l'église[35]. Possession en partie des seigneurs de Conflans, relevant des archevêques de Tarentaise, ces derniers l'inféode aux Duin du XIIIe au XVIe siècle[35] ;
- la maison forte de La Cour (mentionnée dès le XIIe siècle) dont ne reste que la tour sarrasine[2] (XIIe siècle), donjon carré, vestige de la maison forte de La Cour, détruite au XVIIIe siècle, dont il subsiste, outre la tour, un portail du XVIe siècle. La tour se trouve au point de jonction de l'ancien château et de la Grande Roche[36].
- le château Rouge ou maison forte du Noyer[7]. Édifice de la fin du XIVe siècle en briques, il fut la possession des familles de Belletruche, Garrivod, Granier, Apponex, Roger, Rey et Favier du Noyer ;
- la Maison Rouge[5], bâtie vers 1397, actuel musée d'art et d'histoire de Conflans. Elle fut la propriété des familles Voisin, Tondu, Riddes et Verger, puis des Bernardines ;
- les portes du XVe siècle[9], passages voûtés dans l'enceinte de la ville. On distingue deux entrées principales dans la ville avec la « porte de Savoie »[3] (appelée parfois « porte de France »[32]) et la porte Tarine[4]. La première s'ouvre sur la combe de Savoie, et donc sur le territoire de l'ancien comté de Savoie, la seconde permettait de rejoindre la vallée de la Tarentaise. Les deux portes sont reliées par la Grande-Rue.
- le château de Costaroche (fin du XVIe siècle), dit de Manuel de Locatel, manoir construit par le comte de Manuel de Locatel[23],[8] ;
- les Rues des XVIIe et XVIIIe siècles. Construit entre 1579 et 1583, il fut la possession des familles de Locatel et de Manuel ;
- la maison à tourelles ou tour Ramus et logis seigneurial de la famille Ramus, près de la porte de Savoie[6] ;
- l'église Saint-Grat de Conflans, placée sous le patronage de saint Grat, du XVIIIe siècle[33],[1].

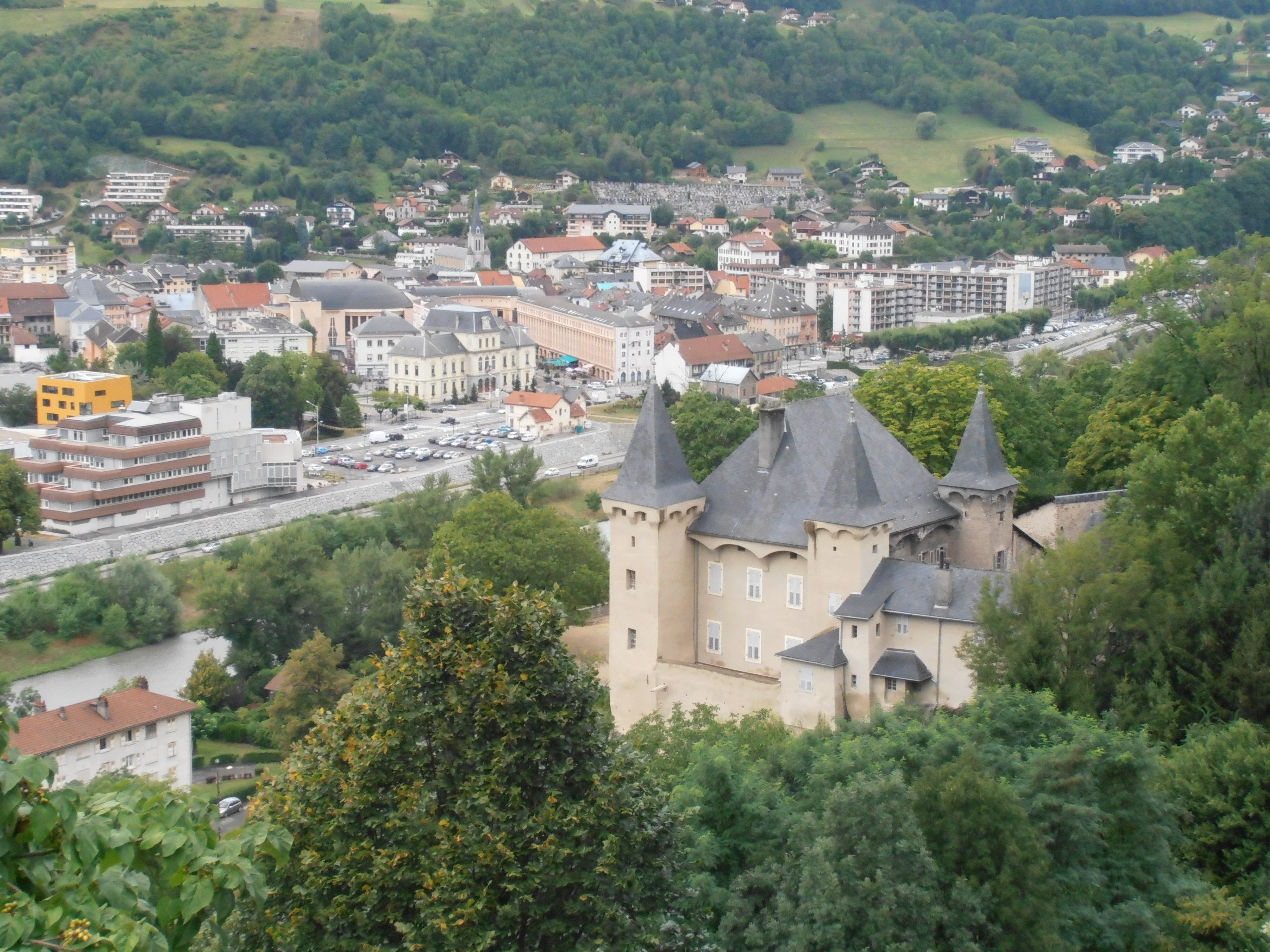
Château Manuel de Locatel, avec vue sur Albertville.
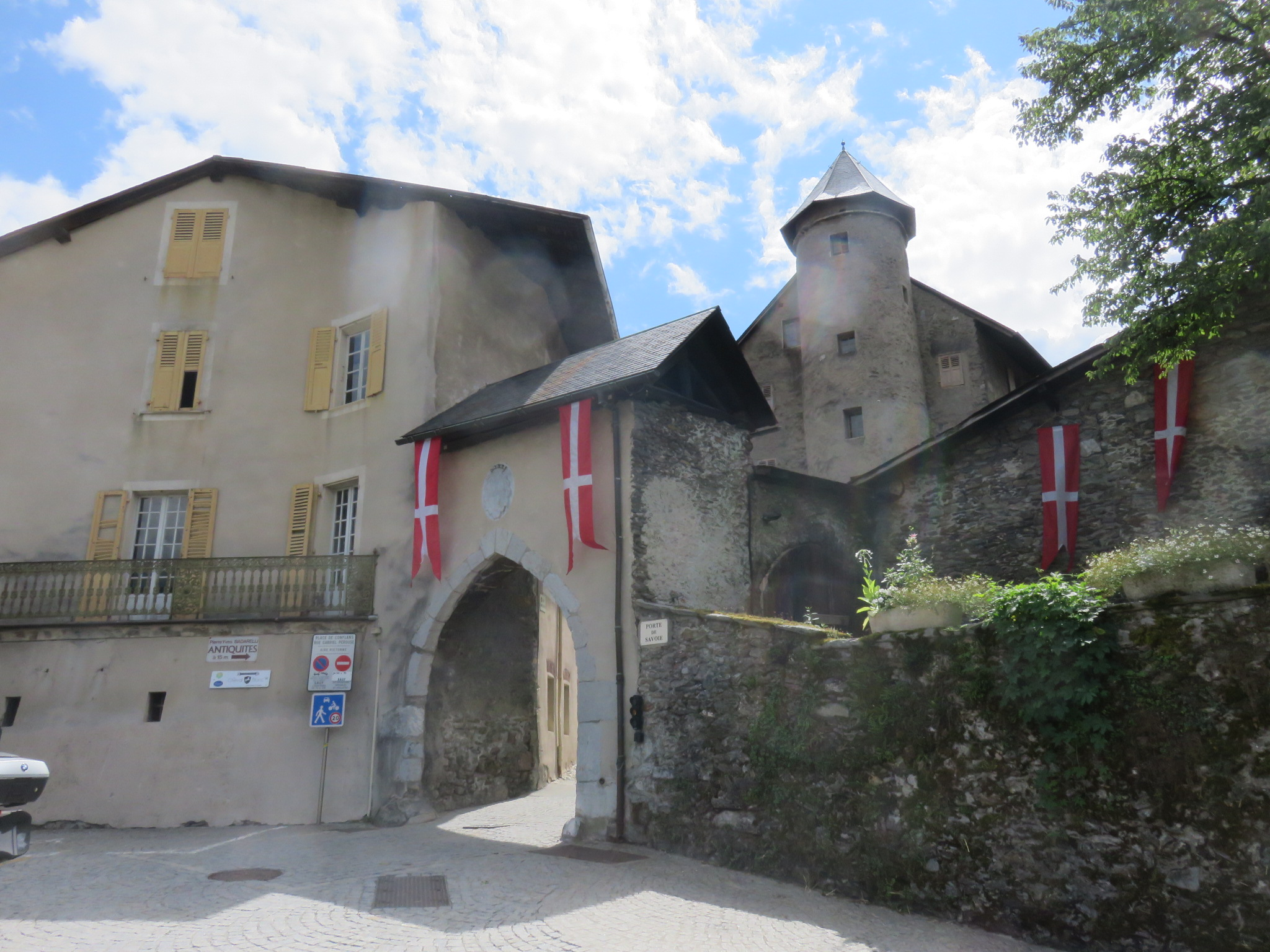
Porte de Savoie, et tour Ramus.
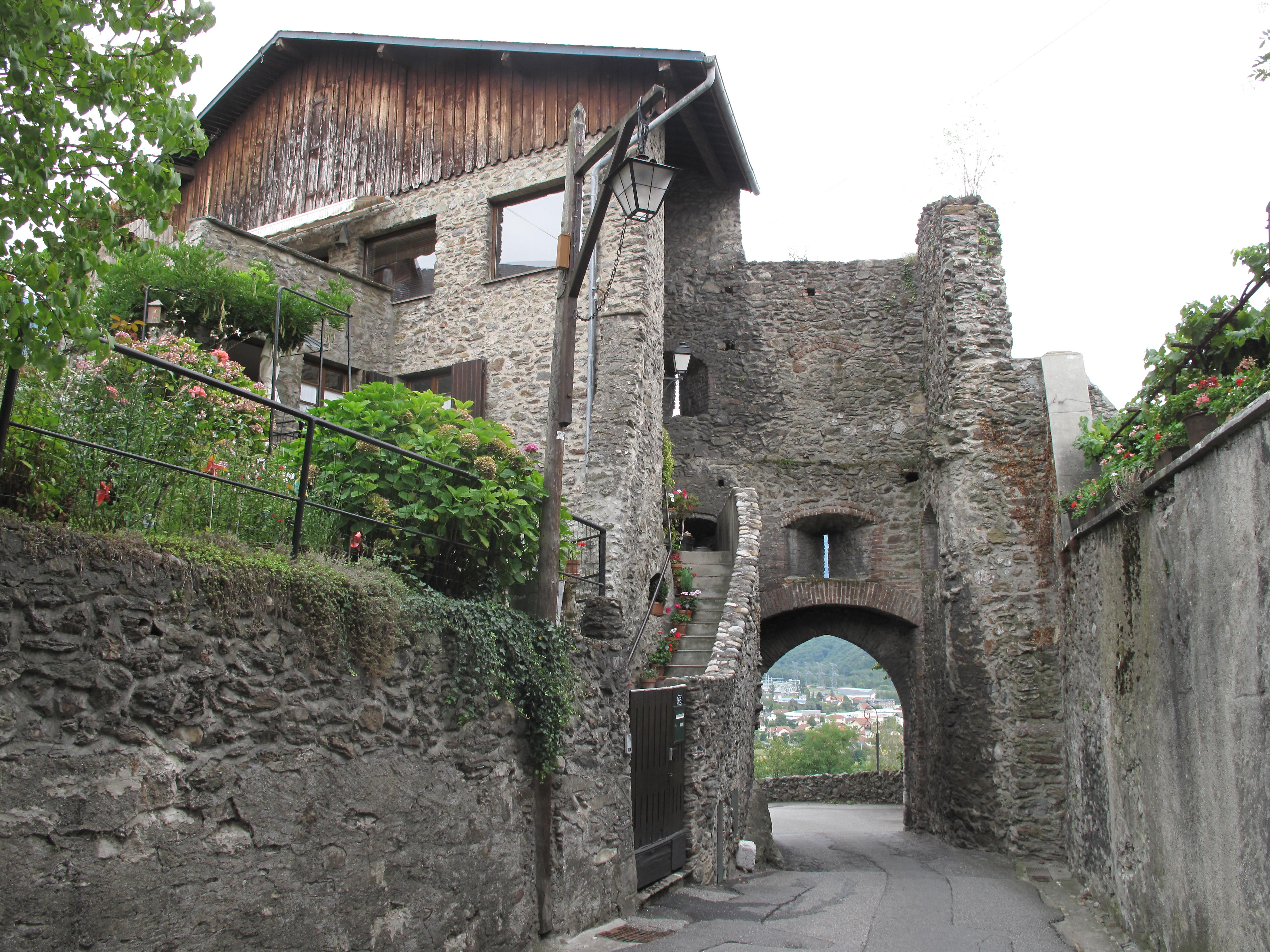
Porte Tarine (route de Turin et Vallée de la Tarentaise).
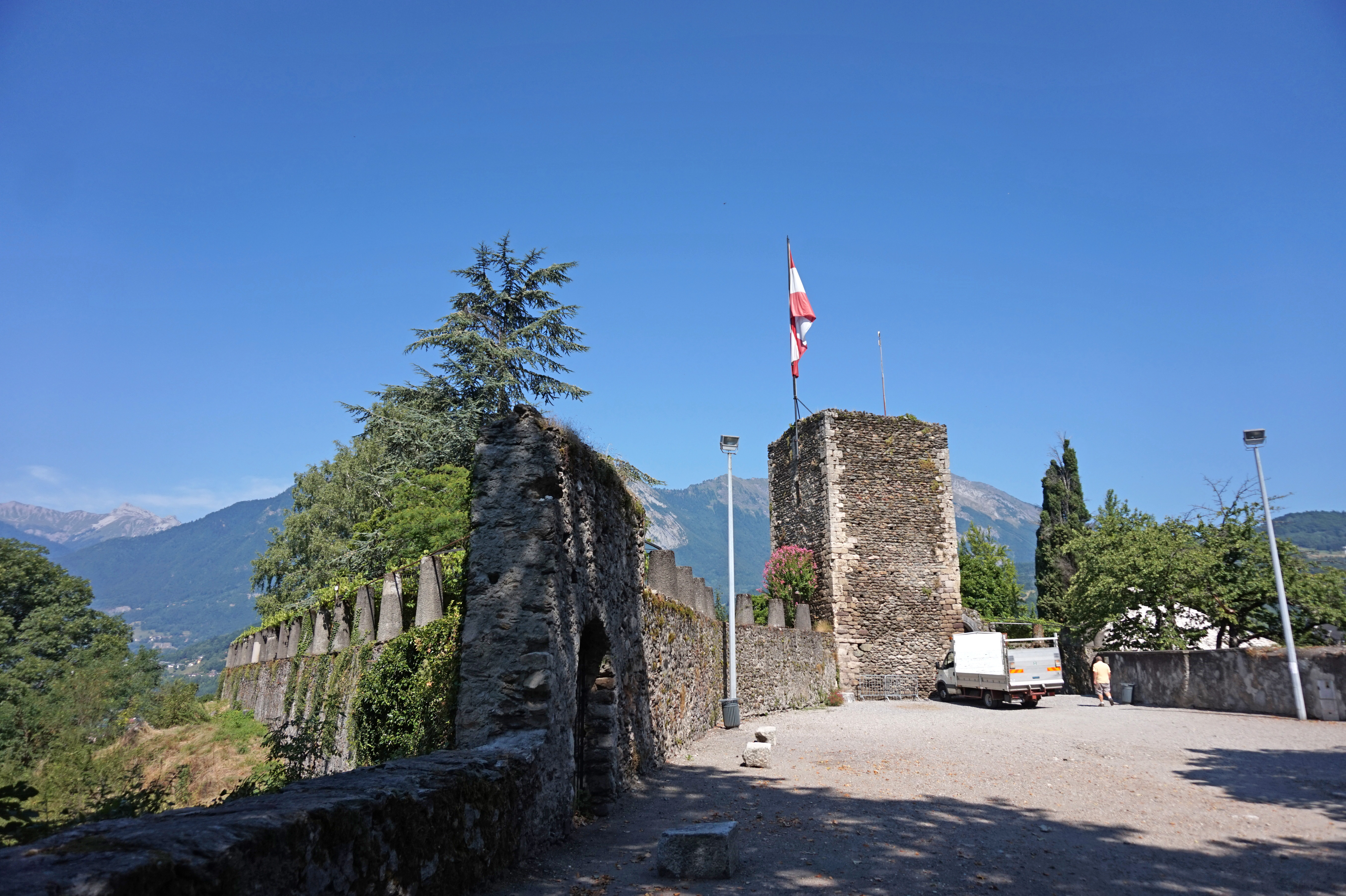
Donjon / tour Sarrasine du XIIe siècle, remparts, et jardin public de la tour sarrasine.

Il subsiste également une partie des remparts.
La cité de Conflans comprenait un certain nombre de monuments disparus aujourd'hui dont : la maison forte de la Petite Roche (disparue depuis le XVIIIe siècle), la tour Nasine ou de la Pierre (citée en 1319) qui servit de lieu de détention, la tour Colombière (XIIe siècle ?).

## Tableaux
Le peintre Henri Rivière a peint plusieurs tableaux représentant Conflans en 1918 :

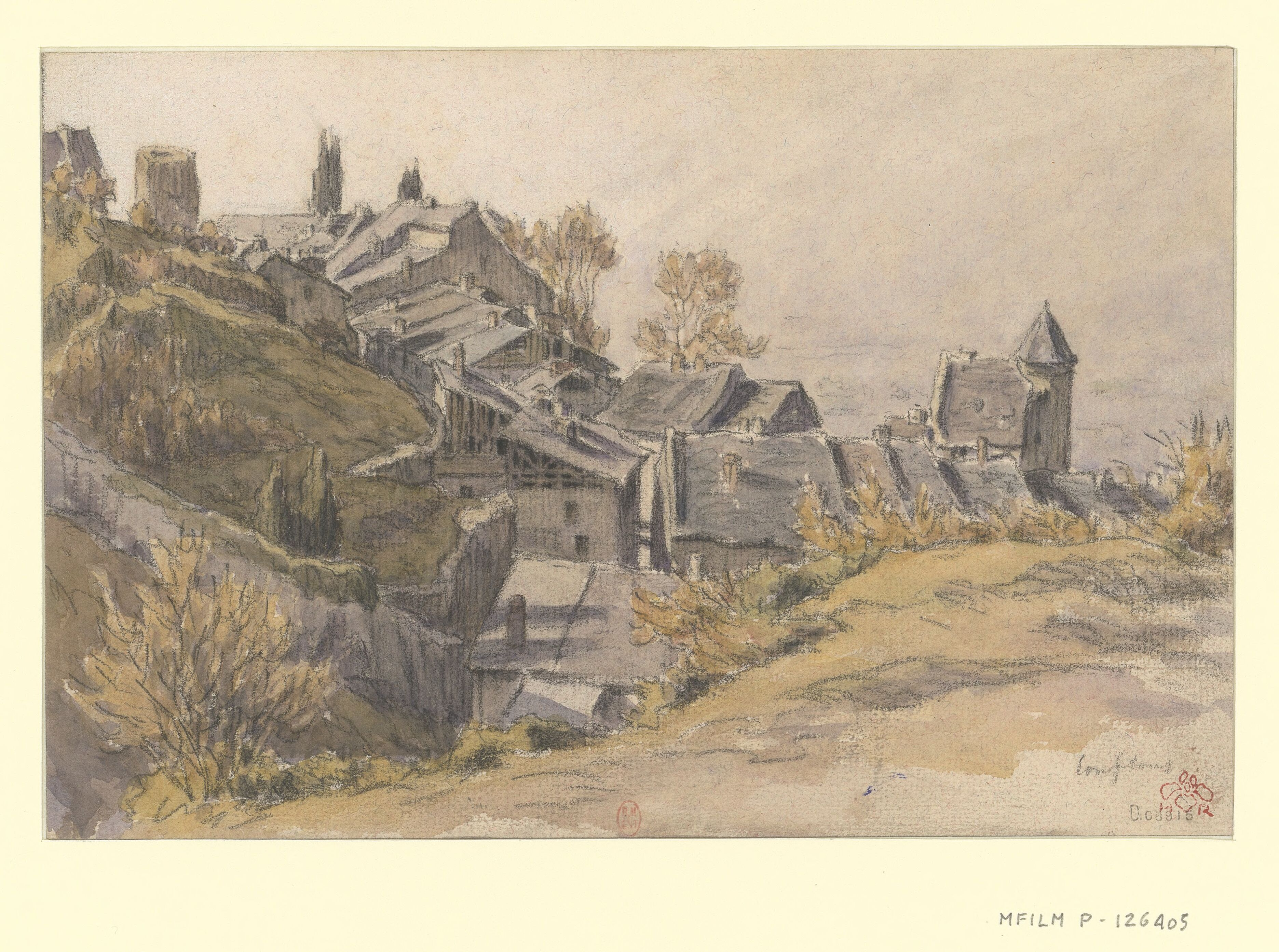
Bourg de Conflans [Savoie] (dessin, 1918).
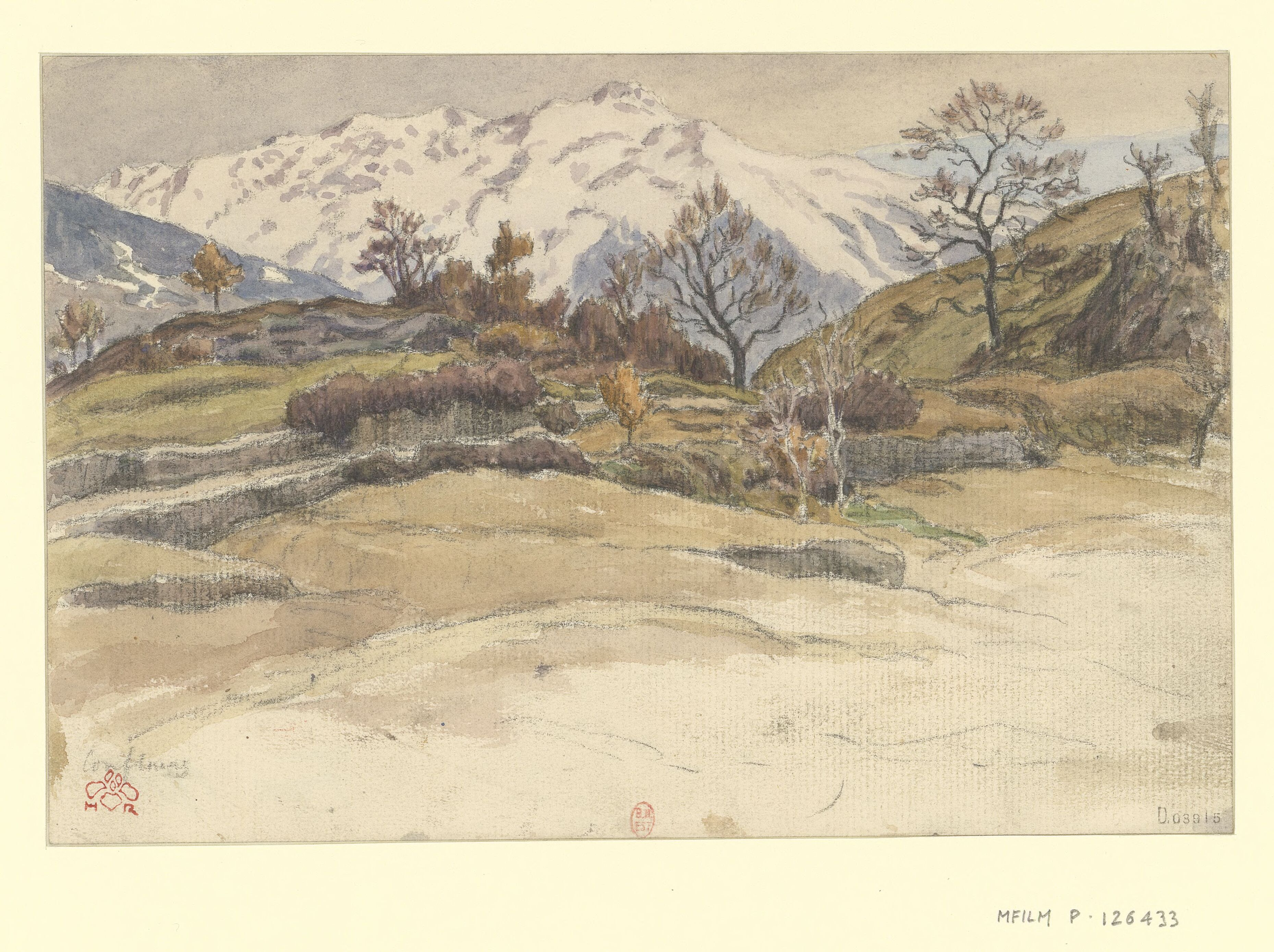
Conflans [Savoie] (dessin, 1918).
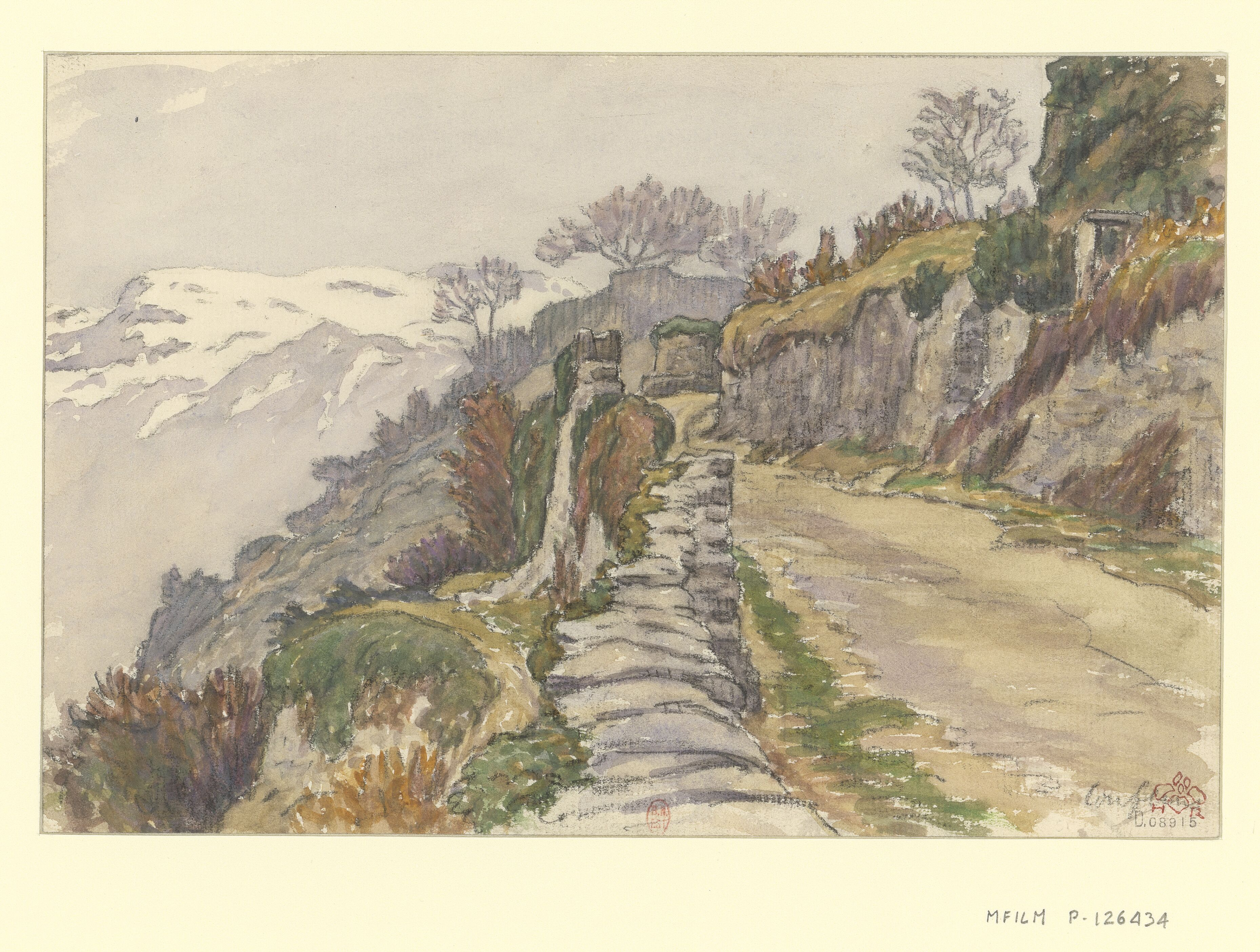
Conflans, route de montagne [Savoie] (dessin, 1918).

## Héraldique
|  | Armoiries de Conflans : de gueules, à la croix d'argent cantonnée à la pointe senestre d'une tour de même Le blason se trouve sur la porte de Savoie. Il représente le blason de la maison de Savoie, démontrant l'inféodation de la cité, ainsi qu'une tour, peut être une représentation de la tour sarrasine. | Relief aux armes de Conflans, situé au-dessus de la porte de Savoie de Conflans |